# Braloștița
Braloștița est une commune roumaine située dans le județ de Dolj.